# Стефан Джевјецки
Стефан Джевјецки (пољски: Stefan Drzewiecki; руски: Джевéцкий Степáн Кáрлович; украјински: Джевéцкий Степáн Кáрлович; Кунка, 26. јул 1844, (Подоље, Руско царство) – 23. април 1938, Париз, Француска) био је пољски научник, новинар, инжењер, конструктор и проналазач, познат по пројектовању и изградњи прве подморнице на електрични погон на свету. Радио је углавном у Француској и у Руском царству.
Прву подморницу на свету са електричним погоном на батерије изградио је 1884. године. Такође је самостално развио теорију елемената лопатице, математички процес који се користи за одређивање понашања пропелера.

## Биографија
Джевјецки је рођен у пољској аристократској (шљахтској) породици националних патриота. Његов деда Јозеф Джевјецки је служио код генерала Кошћушка и Добровског. Његов отац Карол Джевјецки учествовао је у Новембарском устанку против Русије. Младог Стефана је послао из подељене Пољске у Француску како би тамо завршио школовање.
Дипломирао је математику и стекао диплому инжењера. Са 19 година вратио се у Пољску да би учествовао у Јануарском устанку (1863-1864) против Русије. Неколико година касније, вратио се у Париз да заврши студије.

## Каријера
Джевјецки је 1867. године направио свој први изум, бројач километара за кочије са коњском запрегом. Након пада Париске комуне 1871. године, напустио је Париз и преселио се у Беч и у потпуности се посветио проналазаштву. Након Светске изложбе у Бечу 1873. године, на позив великог кнеза Константина отпутовао је у Санкт Петербург, где је наставио плодну каријеру машинског инжењера. Његови изуми из тог периода укључују инструмент који је аутоматски цртао на мапи руту којом би се брод кретао на мору.
Джевјецки се истакао примарно у авијацији и бродоградњи. Почев од 1877. године, током Руско-турског рата, развио је неколико модела подморница са пропелерима које су еволуирале од пловила за једну особу до модела за четири особе. Лично је учествовао у рату за шта је добио Орден Светог Ђорђа (4. реда).
У 1884. години је прерадио две механичке подморнице. На тестовима, једна подморница је заронила у супротном смеру од тока реке Неве, у Русији, брзином од 4 чвора. Била је то прва подморница на свету са електричним погоном на батерије.
Развио је теорију клизног лета, метод за производњу бродских и авионских елиса (1892) и представио општу теорију потиска вијчаних елиса (1920). Познат је по развоју неколико модела раних подморница за руску морнарицу. Године 1902, Джевјецки је пројектовао подморницу коју су покретала два мотора са унутрашњим сагоревањем који су радили и под водом и након изронања. Такође је имплементирао систем за лансирање торпеда за бродове и подморнице који носи његово име, Джевјецкову огрлицу за спуштање.
Његов рад „Општа теорија хеликоптера“ (1920) Француска академија наука је прогласила фундаменталним за развој модерних пропелера. У раду је представио комплетну теорију о покретном пропелеру засновану директно на општим законима отпора флуида.

## Сећање
Улице назване у част Джевјецког налазе се у бројним пољским градовима укључујући Варшаву, Вроцлав, Гдањск, Познањ, Бјалу Подласка, Мјелец и Шчећин.
Године 1973, Джевјецки и његова подморница били су представљени на поштанској марки коју је издала Пољска пошта у износу од 2,70 злота.
Године 1991, споменик у част Джевјецког откривен је у украјинском лучком граду Одеси, где је проналазач боравио једно време и успешно тестирао своју подморницу 1878. године.
Године 2020. Джевјецки је представљен у промотивној публикацији под називом Пољаци света - Познати и непознати, а дело је објављено од стране Одељења за сарадњу са пољском дијаспором и Пољацима у иностранству при Министарству спољних послова.